# Arditi dell'aria
Arditi dell'aria (Test Pilot) è un film del 1938 diretto da Victor Fleming che ha come protagonisti Clark Gable, Myrna Loy e Spencer Tracy. Tra gli altri interpreti, Lionel Barrymore, Samuel S. Hinds, Marjorie Main.

## Trama
Jim Lane è un pilota che ama fare bisboccia quasi quanto ami volare. Così finisce che deve essere il suo socio, Gunner Morse, a tenerlo a bada. Durante un volo su un aereo della Drake Aviation, mentre sta cercando di battere un record, Jim è costretto a un atterraggio di fortuna nei campi di una fattoria del Kansas che appartiene alla famiglia Barton. Il pilota si sente subito attratto, ricambiato, dalla bella Ann Barton, pur se ambedue fingono il più totale disinteresse nei confronti l'uno dell'altra. Prima che Gunner arrivi per riparare l'aereo, i due passano la giornata insieme. Ma, quella sera, Ann e il suo ragazzo annunciano il loro fidanzamento. Il giorno seguente, Jim se ne va, ma torna poco dopo per prendersi la ragazza e portarsela via, andando a sposarla da un'altra parte.
Né Gunnar né Drake, il padrone della compagnia di aviazione, approvano quel matrimonio ma Ann, che Gunner ha soprannominato Thursday, diventa ben presto parte integrante del gruppo. Nonostante gli avvertimenti di Gunnar, Jim continua a volare pericolosamente e sfugge di un soffio alla morte, mentre il suo collega Greg Benson ci lascia le penne. Ann si rende conto dei pericoli che li attendono, mentre Jim è beatamente ignaro dell'effetto che provoca il suo comportamento sulla sua compagna. Durante un volo per testare le potenzialità di un aereo militare su cui è imbarcato anche Gunnar, dei sacchi di sabbia che dovrebbero simulare le bombe, si rompono e Gunnar muore schiacciato. A casa, Ann si scontra con Jim, accusandolo di essere un irresponsabile e che lei avrebbe preferito fosse morto. Drake, quando vede poi Jim, lo aiuta a riconoscere che lui ama Ann e che ha bisogno di lei. Poi chiama la donna e le dice che Jim ormai non volerà più alto nel cielo, perché la morte dell'amico l'ha riportato a terra per sempre.
Alcuni anni sono passati: Jim ha messo la testa a posto ed è diventato un ufficiale istruttore che insegna i segreti del volo ai giovani piloti. Ann è rimasta con lui. Ora hanno un bambino che lei lo porta a visitare il campo di volo, a guardare le meraviglie degli aerei nel cielo.

## Produzione
Il film fu prodotto dalla Metro-Goldwyn-Mayer e dalla Loew's Incorporated come Victor Fleming's Production.
Venne girato nei Metro-Goldwyn-Mayer Studios, al 10202 di W. Washington Blvd., a Culver City.

## Distribuzione
Distribuito dalla Metro-Goldwyn-Mayer e dalla Loew's, il film fu presentato in contemporanea a Los Angeles e a New York il 16 aprile 1938, uscendo poi nelle sale statunitensi il 22 aprile. Sempre nello stesso anno, uscì anche in Danimarca (10 giugno), Francia (15 giugno), Australia (30 giugno), Paesi Bassi (ad Amsterdam, il 29 luglio), Germania (19 agosto), in Finlandia (21 agosto), Portogallo (8 novembre). In Spagna, venne distribuito il 15 dicembre 1939.
In Italia il film venne presentato l'8 agosto 1938 in concorso alla 6ª Mostra internazionale d'arte cinematografica di Venezia e distribuito nelle sale a partire dal 22 novembre.
Ottenne tre candidature agli Oscar 1939: per il miglior film, per il miglior soggetto originale e per il miglior montaggio.

## Galleria d'immagini

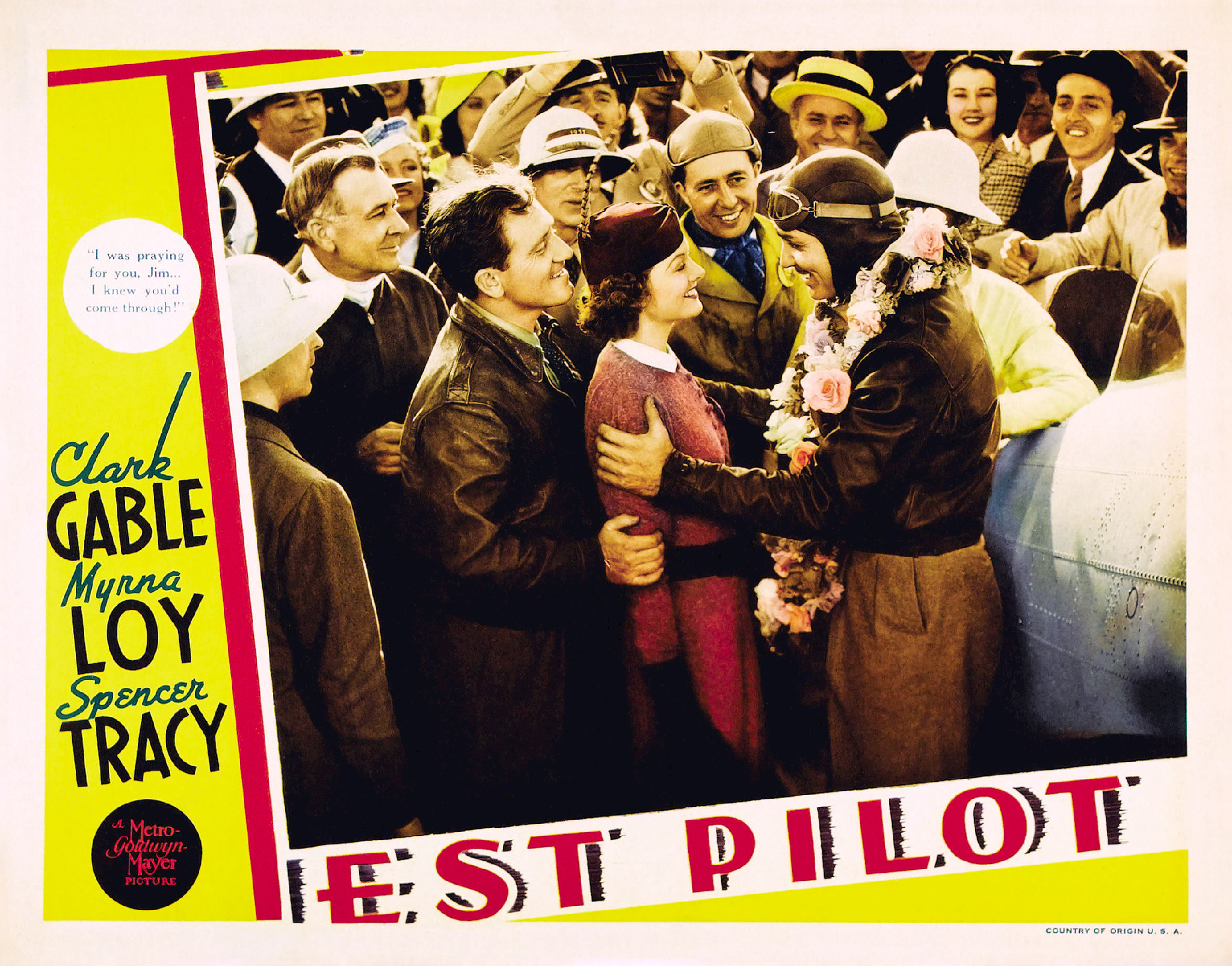
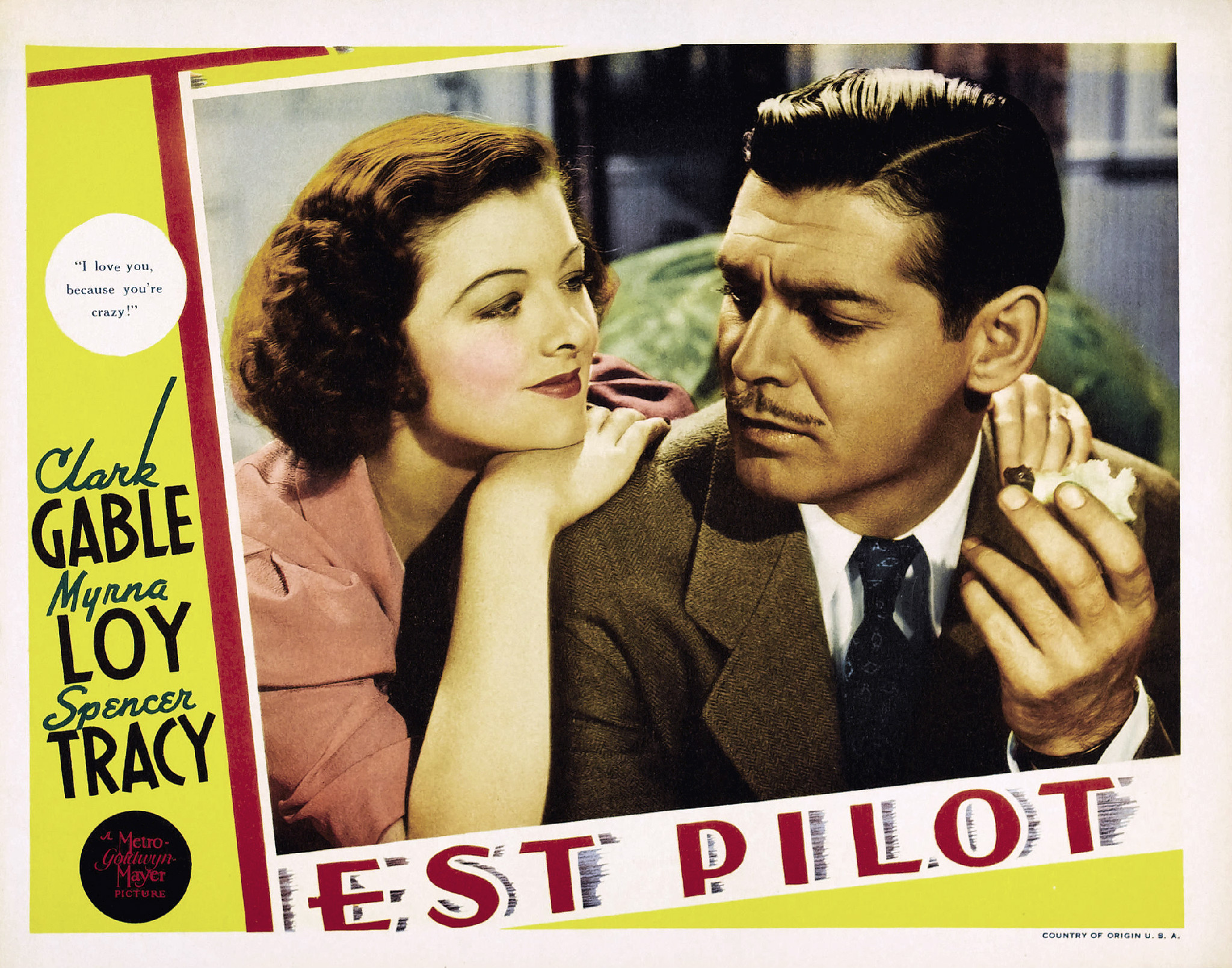
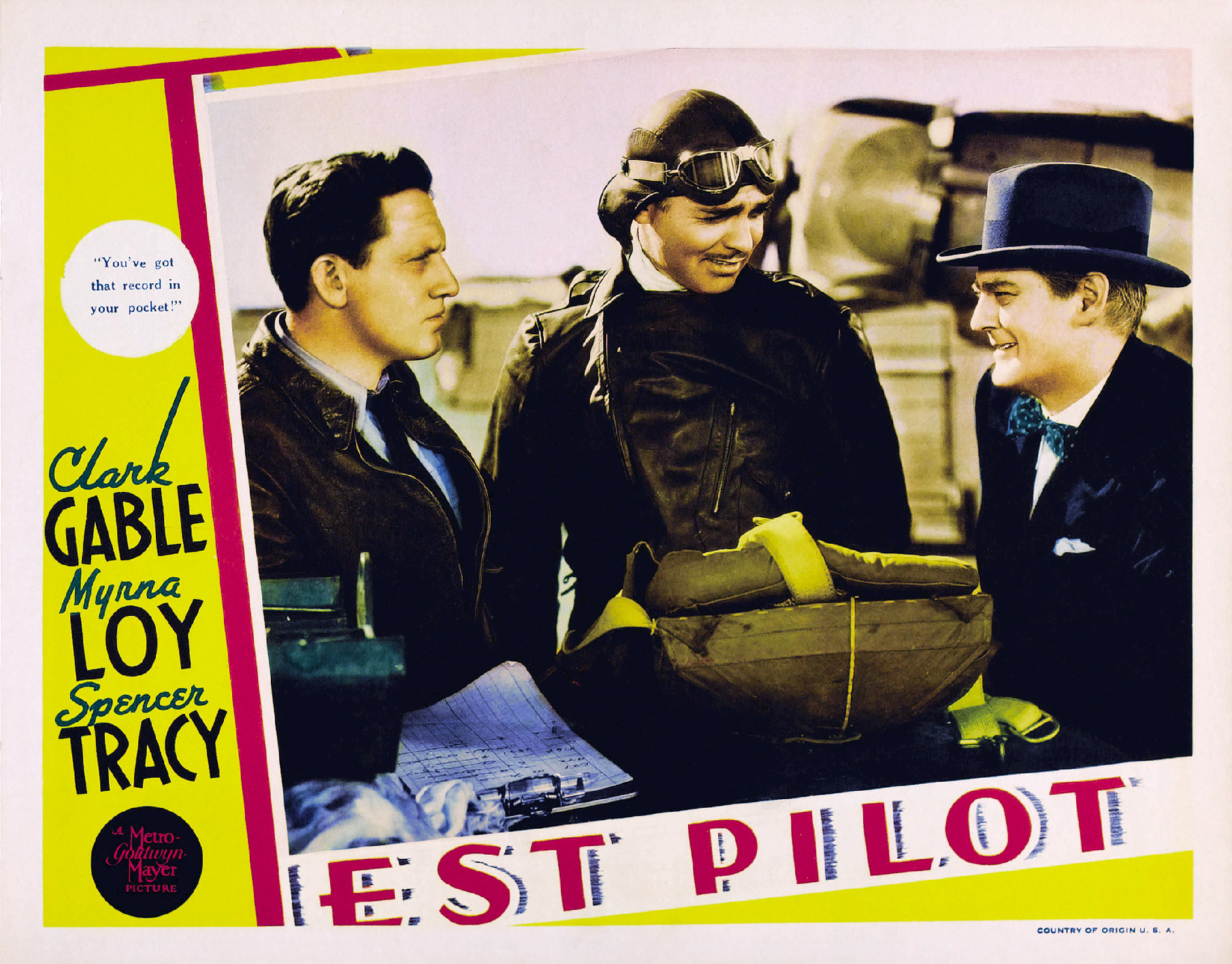

## Critica
(Mario Gromo su La Stampa del 23 novembre 1938)